# 최규진 (레슬링 선수)
최규진(崔圭診, 1985년 6월 28일~)은 대한민국의 레슬링 선수이다. 2012년 하계 올림픽에 참가하여 5위에 올랐고, 세계 선수권 대회에서 은메달 2개를 획득했다.